# Regina Sáinz de la Maza Lasoli
Regina Sáinz de la Maza Lasoli (Barcelona, 31 de desembre de 1945 - Barcelona, 13 d'agost de 1997) fou una destacada historiadora i medievalista catalana.
Va néixer al si d'una família força relacionada amb les arts, on el seu pare, Francisco Sainz de la Maza Ruiz, casat amb María Luisa Lasoli Trias, era un pintor reconegut i el seu oncle i padrí, Regino Sainz de la Maza, fou un famós concertista de guitarra. Els seus altres oncles, Mariano i Eduardo Sáinz de la Maza, també van ser músics, el primer compositor i professor de música i el segon violinista. Ambdós foren considerats excepcionals concertistes. Regina fou la més petita de tres germanes. Marisa, la més gran, era restauradora de pintura antiga, i la segona, Victòria, mestra.
Va cursar la carrera de Filosofia i Lletres, secció d'Història a la Universitat de Barcelona. Tot seguit, després de finalitzar-la el 1968, es va convertir en ajudant de la càtedra de Paleografia de la Universitat de Barcelona, durant el curs 1968-1969. En el mateix any 1969 el professor Emilio Sáez li va oferir la possibilitat d'optar a una beca a l'Escola Espanyola d'Història i Arqueologia a Roma i poder col·laborar en la recerca de documentació a l'Arxiu Vaticà per al Diplomatari del cardenal Barnús. A Roma va estar durant el curs 1969-1970, col·laborant amb Josep Trenchs, que acabaria sent el seu cunyat, i Josep Maria Sans i Travé, que fou el director de l'Arxiu Nacional de Catalunya. El 1970 se li va concedir una beca del Patronat Menéndez i Pelayo del CSIC. Des de 1978 fins a 1980 va obtenir un contracte temporal com a col·laboradora científica de l'esmentat organisme. Des de 1971 fins a 1976, va ser Professora Ajudant a la Universitat de Barcelona de la Càtedra d'Història de la Corona d'Aragó, i des de 1976 fins a 1978, ho va ser de la Càtedra d'Història Medieval. En el període transcorregut entre l'estada a Roma i el contracte amb el CSIC, Regina Sáinz de la Maza va elaborar les tesis de Llicenciatura i Doctorat. Després de participar en un concurs-oposició, el 1981 va obtenir la plaça de col·laboradora científica al Departament d'Estudis Medievals de la Institució Milà i Fontanals del CSIC a Barcelona.
Poc després de la seva estada d'un any a Roma, havent tornat a Barcelona, Regina es va casar, l'abril de 1973, amb Jaime Nogué Vilaseca. La seva filla Yolanda va néixer tres anys després, el març de 1976.
Des de 1985 va exercir el càrrec de Vicedirectora de la Institució Milà i Fontanals del Consell Superior d'Investigacions Científiques; entre 1985 i 1994 sota la direcció de la Dra. Maria Teresa Ferrer, i des de 1994 fins al moment de la seva mort, el 13 d'agost de 1997, sota la direcció del Dr. Jaume Josa i Llorca.
Alhora que treballava amb el Diplomatario del cardenal Gil de Albornoz. Cancillería Pontificia, Regina no va parar de publicar articles i llibres relacionats amb els seus interessos, les ordes militars i els monestirs, però també amb temes diversos que li havien cridat l'atenció en cada moment. A més, formava part de la redacció de la revista "Anuario de Estudios Medievales" des del 1981. Durant força temps es va dedicar a reunir documentació sobre el Monestir de Sixena, pertanyent a l'Orde de l'Hospital de Sant Joan de Jerusalem, amb la qual va realitzar diverses investigacions.

## Publicacions[4]
- Diplomatario del Cardenal Gil de Albornoz. Cancillería Pontificia, 1351-1353; II: 1354-1356; III: 1357-1359, (en col·lab.) Barcelona, CSIC, 1976, 1981, 1995, 3 vols.
- La Encomienda de Montalbán (1210-1327). La Orden de Santiago en la Corona de Aragon, Barcelona, Universidad, (1980) (Resumen Tesis Doctoral).
- La Orden de Santiago en la Corona de Aragón. La Encomienda de Montalbán (1210-1327), Zaragoza, Institución Fernando el Católico, (1980)
- Documentos pontificios sobre Cerdeña de la época de Alfonso el Benigno (1327-1336), [en colab. amb J. Trenchs] Barcelona, CSIC, (1983) (Anuario de Estudios Medievales. Anejo, 13)
- La Orden de Santiago en la Corona de Aragón. II. La Encomienda de Montalbán bajo Vidal de Vilanova (1327-1357), Zaragoza, Institución Fernando el Católico, (1988)
- La Orden de San Jorge de Alfama. Aproximación a su historia. Con un informe arqueológico por Eulalia Sintas Martínez, Barcelona, Institució Milà i Fontanals (CSIC), (1990) (Anuario de Estudios Medievales. Anejo, 23).
- L'orde cátala de Sant Jordi d Alfama (1201-1400), Lleida, Pages Editors (1991) (Els Ordes Militars, 2).
- El monasterio de Sijena. Catálogo de documentos del Archivo de la Corona de Aragón. I (1208-1348), Barcelona, Institució Milà i Fontanals (CSIC), (1994) (Anuario de Estudios Medievales. Anejo, 29).
- El monasterio de Sijena. Catálogo de documentos del Archivo de la Corona de Aragón, II (1348-1451), Barcelona, Institució Milà i Fontanals (CSIC), (1998) (Obra postuma).